# 徳島 (小惑星)
徳島（とくしま、6383 Tokushima）は小惑星帯に位置する小惑星。徳島県の徳島観測所で岩本雅之と古田俊正が発見した。
観測所名、またはその所在地の徳島県に因んで命名された。